# Neutralna Zona
Neutralna Zona (eng. The Neutral Zone) je dvadeset i peta epizoda prve sezone američke znanstveno-fantastične serije Zvjezdane staze: Nova generacija.

## Radnja
Pri iščekivanju Picardova povratka s federacijske konferencije, posada Enterprisea otkriva nefunkcionalni satelit iz 20. stoljeća koji sadrži tri savršeno očuvana tijela koja su 300 godina bila kriogenički smrznuta.
Pri povratku na Enterprise, Picard obavještava posadu da su poslani na misiju na granično područje kod Neutralne Zone gdje su dvije federacijske postaje uništene. No, nije sigurno jesu li ili nisu taj incident počinili Romulanci kao uvod u rat.
Nakon što se Data vrati na Enterprise s tri tijela, dr. Crusher ih oživi. Riječ je o kućanici, poslovnom čovjeku i zabavljaču iz 20. stoljeća koji se moraju boriti kako bi se prilagodili svom novom okruženju. Zaokupljen situacijom u Neutralnoj Zoni, Picard tolerira posjetitelje ali upozorava Rikera da pazi na njih dok vitalne odluke o njihovoj budućnosti ne budu donesene.
Dolaskom na rub Neutralne Zone, posada otkriva kako su postaje jednostavno nestale. U tom trenutku pojavi se romulanska ratna ptica. Romulanski potkapetan i prvi časnik pozovu Enterprise i zahtijevaju vizualni kontakt s Picardom. Posada Enterprisea upozorena je kako bi rat između Federacije i Romulanaca mogao vrlo lako iskrsnuti. Romulanci otkrivaju kako nisu odgovorni za nestanak federacijskih postaja, već i kako i oni sami istražuju nestanak nekoliko njihovih postaja. Uvjeren kako nijedna strana nije odgovorna za nestanak postaja, Picard ugovara pakt pri kojem je svaka strana obavezna informirati drugu u slučaju pronalaska odgovornih za nestanak.

Kako je prijetnja rata stišana, Enterprise odlazi na sastanak s U.S.S. Charlestonom koji će prevesti preživjele iz 20. stoljeća na Zemlju.

## Vanjske poveznice
- Neutralna Zona na startrek.com  Arhivirana inačica izvorne stranice od 3. kolovoza 2009. (Wayback Machine)